# Vilagarcía de Arousa
Vilagarcía de Arousa (Castiliaans: Villagarcía de Arosa) is een gemeente in de Spaanse provincie Pontevedra in de regio Galicië met een oppervlakte van 44 km². Vilagarcía de Arousa telt 37.283 inwoners (1 januari 2016).

## Demografische ontwikkeling
Bron: INE; 1857-2011: volkstellingen
Opm.: In 1920 werden de gemeenten Carril en Villajuán geannexeerd

## Lokale feesten
- Feest van de heilige Rita op 22 mei
- Feest van de almeja in Carril (deelgemeente van Vilagarcia) in augustus
- Feest van het water op 16 augustus
- Feest van San Roque, tien dagen durend feest dat eindigt op 16 augustus

En nog enkele parochiale feesten gedurende het hele jaar.

## Geboren
- Gustavo César Veloso (1980), wielrenner
- Sergio Álvarez (1986), voetballer
- José Fontán (2000), voetballer

Agolada · Arbo · Baiona · Barro · Bueu · Caldas de Reis · Cambados · Campo Lameiro · Cangas · A Cañiza · Catoira · Cerdedo-Cotobade · Covelo · Crecente · Cuntis · Dozón · A Estrada · Forcarei · Fornelos de Montes · Gondomar · O Grove · A Guarda · A Illa de Arousa · Lalín · A Lama · Marín · Meaño · Meis · Moaña · Mondariz · Mondariz-Balneario · Moraña · Mos · As Neves · Nigrán · Oia · Pazos de Borbén · Poio · Ponte Caldelas · Ponteareas · Pontecesures · Pontevedra · O Porriño · Portas · Redondela · Ribadumia · Rodeiro · O Rosal · Salceda de Caselas · Salvaterra de Miño · Sanxenxo · Silleda · Soutomaior · Tomiño · Tui · Valga · Vigo · Vila de Cruces · Vilaboa · Vilagarcía de Arousa · Vilanova de Arousa